# Centrale nucléaire de Juragua
La centrale nucléaire de Juragua, près de Cienfuegos, se voulait la première centrale de Cuba, mais sa construction, commencée en 1983, fut interrompue en 1992 après la dislocation de l'URSS et le projet fut définitivement abandonné en décembre 2000.

## Historique
Cuba voulait faire l'acquisition de quatre réacteurs VVER soviétique, pour une puissance installée totale de plus de 1 600 MW, dont on estimait qu'ils représenteraient 20 % du potentiel électricité totale installée à Cuba et économiserait 2,4 millions de tonnes de pétrole par an. En 1976, un accord est signé avec l'URSS pour l’acquisition de deux réacteurs.  En 1983, le premier réacteur a commencé à être construit, et le second en 1985.
Fidel Castro confie la construction de la centrale à son fils Fidel Castro Díaz-Balart. Celui-ci a suivi des études à l'université d'État de Moscou et à l’institut d’énergie atomique Kourtchatov. De retour à Cuba, il est responsable de cette opération à Cienfuegos, c'est un échec. En 1992, son père le démet de ses fonctions.